# Robbie Hucker
Robbie Hucker (Bendigo, 13 de março de 1990) é um ciclista profissional australiano membro do conjunto Team Ukyo.

## Palmarés
2016
- 1º lugar no Tour de Taiwan
  - 1º lugar na etapa 5

2018
- 1º lugar na etapa 2 do Tour de Taiwan[1]

2019
- 1º lugar no Tour de Ijen